# Stanisław Estreicher
Stanisław Ambroży Estreicher (26. listopadu 1869 Krakov – 28. prosince 1939 Sachsenhausen) byl polský historik práva a bibliograf. Od roku 1906 byl profesorem Jagelonské univerzity. Krátce po německé invazi do Polska 1939 mu bylo nacionálními socialisty nabídnuto vytvoření loutkové vlády. Za své odmítnutí zaplatil svým životem.
Stanisław vyrůstal v intelektuální atmosféře vlivné dynastie profesorů Jagelonské univerzity. Jeho otec Karol Józef Teofil Estreicher byl vůdčím historikem literatury a ředitelem univerzitní knihovny. Jeho bratr Tadeusz byl chemikem a průkopníkem kryogeniky. Jeho sestra Marie byla jednou z prvních žen v Rakousku-Uhersku, která získala doktorát (v anglické filologii). Syn Stanisława Estreichera Karol Estreicher mladší byl jedním z nejdůležitějších historiků na univerzitě a byl zakladatelem musea Jagelonské univerzity. Jeho dcera Krystyna Grzybowska byla spisovatelkou dětských knížek a historičkou.
Po studiích v Krakově a ve Vídni získal Estreicher svoji habilitaci v roce 1894 a v roce 1906 se stal na Jagelonské univerzitě profesorem. V okruhu jeho spolupracovníků byl mladý doktorský kandidát Bronisław Malinowski. V letech 1911, 1918 a 1926 byl Esteicher děkanem právnické fakulty. V roce 1919 byl zvolen rektorem univerzity a byl jím až do roku 1921. Po smrti svého otce Karola Józefa v roce 1908 se pokusil dokončit otcovu nedokončenou „Bibliografii Polska“ (započatou roku 1870), mohutné dílo s odkazy na všechny významné polské autory od 15. do 19. věku.
Esteicherovi bylo nabídnuto Němci, aby vytvořil pronacistickou loutkovou vládu v Polsku, ale on odmítl. Následně byl zatčen dne 6. listopadu 1939 Gestapem a spolu se svým bratrem Tadeuszem byl poslán do koncentračního tábora v Sachsenhausenu. Stanisław Estreicher zemřel dne 28. prosince 1939 na uremii zaviněnou těžkými podmínkami v táboře. Jeho rodina o tom nebyla informována dříve než 13. ledna 1940 a jeho pohřeb se uskutečnil až 28. července 1940. Jeho žena Helena rozená Longchamps zemřela v březnu 1940. Jeho syn Karol Estreicher mladší později dokončil „Bibliografii Polska“.